# Sommer-Universiade 1959/Leichtathletik
Die Leichtathletik-Wettbewerbe der Sommer-Universiade 1959 fanden erstmals vom 3. bis zum 6. September 1959 im Olympiastadion Turin statt.

## Ergebnisse Frauen

### 100 m
| Platz | Athletin              | Land | Zeit (s) |
| ----- | --------------------- | ---- | -------- |
| 1     | Giuseppina Leone      | ITA  | 11,7     |
| 2     | Ljudmila Netschajewa  | URS  | 12,0     |
| 3     | Catherine Capdevielle | FRA  | 12,1     |

### 200 m
| Platz | Athletin             | Land | Zeit (s) |
| ----- | -------------------- | ---- | -------- |
| 1     | Giuseppina Leone     | ITA  | 23,8     |
| 2     | Barbara Janiszewska  | POL  | 24,2     |
| 3     | Ljudmila Netschajewa | URS  | 24,7     |
| 4     |                      |      |          |
| 5     | Micheline Fluchot    | FRA  | 25,1     |

### 800 m
| Platz | Athletin           | Land | Zeit (min) |
| ----- | ------------------ | ---- | ---------- |
| 1     | Nicole Goullieux   | FRA  | 2:11,1     |
| 2     | Edith Schiller     | FRG  | 2:11,13    |
| 3     | Klawdija Babinzewa | URS  | 2:12,3     |

### 80 m Hürden
| Platz | Athletin            | Land | Zeit (s) |
| ----- | ------------------- | ---- | -------- |
| 1     | Nelli Jelisajewa    | URS  | 11,1     |
| 2     | Sneschana Kerkowa   | BUL  | 11,4     |
| 3     | Elżbieta Krzesińska | POL  | 11,5     |

### 4 × 100 m Staffel
| Platz | Land           | Athletinnen                                                            | Zeit (s) |
| ----- | -------------- | ---------------------------------------------------------------------- | -------- |
| 1     | Sowjetunion    |                                                                        | 46,9     |
| 2     | Italien        | Giuseppina Leone                                                       | 47,5     |
| 3     | BR Deutschland | Inge Fuhrmann Antje Gleichfeld                                         | 48,1     |
| 4     | Frankreich     | Micheline Fluchot Nicole Gouilleux Simone Henry Catherine Capdevieille | 48,3     |

### Hochsprung
| Platz | Athletin               | Land | Höhe (m) |
| ----- | ---------------------- | ---- | -------- |
| 1     | Iolanda Balaș          | ROM  | 1,80     |
| 2     | Walentina Ballod       | URS  | 1,73     |
| 3     | Jarosława Jóźwiakowska | POL  | 1,61     |

### Weitsprung
| Platz | Athletin            | Land | Weite (m) |
| ----- | ------------------- | ---- | --------- |
| 1     | Elżbieta Krzesińska | POL  | 5,94      |
| 2     | Tamara Makarowa     | URS  | 5,76      |
| 3     | Larissa Kuleschowa  | URS  | 5,71      |

### Kugelstoßen
| Platz | Athletin             | Land | Weite (m) |
| ----- | -------------------- | ---- | --------- |
| 1     | Lidia Scharamowitsch | BUL  | 13,97     |
| 2     | Milena Usenik        | JUG  | 13,90     |
| 3     | Antonia Vehoff       | FRG  | 13,11     |

### Diskuswurf
| Platz | Athletin        | Land | Weite (m) |
| ----- | --------------- | ---- | --------- |
| 1     | Györgyi Hegedus | HUN  | 46,76     |
| 2     | Elivia Ricci    | ITA  | 45,56     |
| 3     | Ida Bucsányi    | HUN  | 43,38     |

### Speerwurf
| Platz | Athletin       | Land | Weite (m) |
| ----- | -------------- | ---- | --------- |
| 1     | Elvīra Ozoliņa | URS  | 49,95     |
| 2     | Urszula Figwer | POL  | 47,02     |
| 3     | Maria Diţi     | ROU  | 46,86     |
| 4     | Anikó Balogh   | HUN  | 46,24     |

## Ergebnisse Männer

### 100 m
| Platz | Athlet            | Land | Zeit (s) |
| ----- | ----------------- | ---- | -------- |
| 1     | Livio Berruti     | ITA  | 10,5     |
| 2     | Jean-Claude Penez | FRA  | 10,8     |
| 3     | Romain Poté       | BEL  | 10,8     |

### 200 m
| Platz | Athlet                | Land | Zeit (s) |
| ----- | --------------------- | ---- | -------- |
| 1     | Livio Berruti         | ITA  | 20,9     |
| 2     | Nikolaos Georgopoulos | GRE  | 21,6     |
| 3     | Fritz Helfrich        | FRG  | 21,7     |
| 4     |                       |      |          |
| 5     | Guy Lagorce           | FRA  | 21,7     |

### 400 m
| Platz | Athlet         | Land | Zeit (s) |
| ----- | -------------- | ---- | -------- |
| 1     | Viktor Šnajder | YUG  | 47,5     |
| 2     | Walter Oberste | FRG  | 47,9     |
| 3     | Otto Klappert  | FRG  | 47,9     |

### 800 m
| Platz | Athlet           | Land | Zeit (min) |
| ----- | ---------------- | ---- | ---------- |
| 1     | Dieter Heydecke  | FRG  | 1:50,5     |
| 2     | John Holt        | GBR  | 1:50,5     |
| 3     | Kuniaki Watanabe | JPN  | 1:50,9     |

### 1500 m
| Platz | Athlet           | Land | Zeit (min) |
| ----- | ---------------- | ---- | ---------- |
| 1     | Béla Szekeres    | HUN  | 3:50,9     |
| 2     | John Winch       | GBR  | 3:52,0     |
| 3     | Kuniaki Watanabe | JPN  | 3:52,1     |

### 5000 m
| Platz | Athlet                  | Land | Zeit (min) |
| ----- | ----------------------- | ---- | ---------- |
| 1     | Kevin Gilligan          | GBR  | 14:09,8    |
| 2     | Saburō Yokomizo         | JPN  | 14:14,8    |
| 3     | Jaroslav Bohatý-Pavelka | TCH  | 14:18,0    |

### 110 m Hürden
| Platz | Athlet              | Land | Zeit (s) |
| ----- | ------------------- | ---- | -------- |
| 1     | Stanko Lorger       | YUG  | 14,2     |
| 2     | Nereo Svara         | ITA  | 14,4     |
| 3     | Giorgio Mazza       | ITA  | 14,4     |
| 4     |                     |      |          |
| 5     |                     |      |          |
| 6     | Jean-Claude Reynaud | FRA  | 15,1     |

### 400 m Hürden
| Platz | Athlet           | Land | Zeit (s) |
| ----- | ---------------- | ---- | -------- |
| 1     | Salvatore Morale | ITA  | 52,1     |
| 2     | Germano Gimelli  | ITA  | 52,8     |
| 3     | Wiesław Król     | POL  | 53,2     |
| 4     | Paul Haennig     | FRA  | 53,8     |
| 5     | Jean-Marie Kling | FRA  | 54,5     |

### 4 × 100 m Staffel
| Platz | Land           | Athleten                                                                     | Zeit (s) |
| ----- | -------------- | ---------------------------------------------------------------------------- | -------- |
| 1     | Italien        | Guido De Murtas Salvatore Giannone Giorgio Mazza Livio Berruti Giorgio Mazza | 41,0     |
| 2     | BR Deutschland |                                                                              | 41,0     |
| 3     | Frankreich     | Ali Brakchi Joël Caprice Jean-Claude Penez Guy Lagorce                       | 41,4     |

### 4 × 400 m Staffel
| Platz | Land                   | Athleten                                                    | Zeit (min) |
| ----- | ---------------------- | ----------------------------------------------------------- | ---------- |
| 1     | BR Deutschland         | Albert Grawitz Burkhart Quantz Otto Klappert Walter Oberste | 3:09,5     |
| 2     | Italien                | Elio Catola Nerio Fossati Mario Fraschini                   | 3:11,4     |
| 3     | Vereinigtes Königreich |                                                             | 3:12,2     |
| 4     |                        |                                                             |            |
| 5     | Frankreich             | Daniel Laurent Paul Haennig Jean-Marie Kling René Sadler    | 3:16,1     |

### Hochsprung
| Platz | Athlet                | Land | Höhe (m) |
| ----- | --------------------- | ---- | -------- |
| 1     | Cornel Porumb         | ROU  | 2,01     |
| 2     | Vladimir Marjanović   | YUG  | 1,96     |
| 3     | Raitscho Alexandrow   | URS  | 1,96     |
| 3     | Kazimierz Fabrykowski | POL  | 1,96     |

### Stabhochsprung
| Platz | Athlet             | Land | Höhe (m) |
| ----- | ------------------ | ---- | -------- |
| 1     | Noriaki Yasuda     | JPN  | 4,35     |
| 2     | Mirko Kuzmanović   | YUG  | 4,30     |
| 3     | Bernard Balastre   | FRA  | 4,20     |
| 4     | István Török       | HUN  | 4,10     |
| 5     | Christian Ramadier | FRA  | 4,10     |

### Weitsprung
| Platz | Athlet              | Land | Weite (m) |
| ----- | ------------------- | ---- | --------- |
| 1     | Attilio Bravi       | ITA  | 7,46      |
| 2     | Maurizio Terenziani | ITA  | 7,43      |
| 3     | Ali Brakchi         | FRA  | 7,42      |

### Dreisprung
| Platz | Athlet          | Land | Weite (m) |
| ----- | --------------- | ---- | --------- |
| 1     | Oleg Rjachowski | URS  | 15,74     |
| 2     | Kōji Sakurai    | JPN  | 15,55     |
| 3     | Hiroshi Shibata | JPN  | 15,44     |
| 4     | Eric Battista   | FRA  | 15,35     |

### Kugelstoßen
| Platz | Athlet              | Land | Weite (m) |
| ----- | ------------------- | ---- | --------- |
| 1     | Hermann Lingnau     | FRG  | 17,32     |
| 2     | Zsigmond Nagy       | HUN  | 17,10     |
| 3     | Georgios Tsakanikas | GRE  | 16,70     |
| 4     |                     |      |           |
| 5     |                     |      |           |
| 6     |                     |      |           |
| 7     |                     |      |           |
| 8     | Jean-Pierre Lassau  | FRA  | 15,01     |

### Diskuswurf
| Platz | Athlet              | Land | Weite (m) |
| ----- | ------------------- | ---- | --------- |
| 1     | Antonios Kounadis   | GRE  | 53,07     |
| 2     | Wladimir Ljachow    | URS  | 62,79     |
| 3     | Eugeniusz Wachowski | POL  | 52,22     |

### Hammerwurf
| Platz | Athlet             | Land | Weite (m) |
| ----- | ------------------ | ---- | --------- |
| 1     | Gyula Zsivótzky    | HUN  | 63,65     |
| 2     | Anatoli Samozwetow | URS  | 63,61     |
| 3     | Krešimir Račić     | YUG  | 62,32     |

### Speerwurf
| Platz | Athlet          | Land | Weite (m) |
| ----- | --------------- | ---- | --------- |
| 1     | Hermann Salomon | FRG  | 75,95     |
| 2     | Gergely Kulcsár | HUN  | 75,80     |
| 3     | Alexandru Bizim | ROU  | 72,81     |

### Fünfkampf
| Platz | Athlet           | Land | Punkte  |
| ----- | ---------------- | ---- | ------- |
| 1     | Wassili Kusnezow | URS  | 4006 WR |
| 2     | Hermann Salomon  | FRG  | 3530    |
| 3     | Miloš Vojtek     | TCH  | 3048    |